# Непобеждённый (фильм, 1947)
«Непобеждённый» (англ. Unconquered) — приключенческий фильм, спродюсированный и снятый американским режиссёром Сесилом Блаунтом де Миллем по роману Нила Суонсона «Иудино дерево» в 1947 году.

## Сюжет
Пенсильвания, 1763 год. Возвращавшийся на парусном судне из поездки в Лондон капитан Холден выкупил из рук торговца оружием Гарта юную Эбигайл Хайл, осуждённую приговором суда на ссылку и четырнадцатилетнее рабство в североамериканских колониях. Не желая признавать своё поражение, Гарт уничтожает купчую и присваивает бумаги на право владения девушкой. Узнавший о происшедшем Холден пытается помочь Эбби, чем невольно ставит себя в положение похитителя.
В это же время начались активные военные действия со стороны индейцев, воодушевлённых восстанием Понтиака. Один из вождей, связанных с Гартом, готовит нападение на форт Питт. Крис Холден, которому поручено отправиться к индейцам с миротворческой миссией, узнаёт, что те удерживают его подопечную. Прибегнув к хитрости, Холден уговаривает вождя отпустить пленницу и спешит доложить командованию о предстоящей атаке.
Понеся серьёзные потери, англичане не могут выслать отряд на помощь осаждённому форту. Холден идёт на рискованный шаг, он просит капитана дать ему полковых музыкантов, сажает в повозки убитых шотландских гвардейцев и выдвигается в район боя. Индейцы принимают показавшийся обоз за подошедшее подкрепление и снимают осаду. Криса Холдена авторы причисляют к «непобеждённым», новому типу колонистов — людей сильных и свободных, верящих в себя и бога.

## В ролях
- Гэри Купер — Кристофер Холден
- Полетт Годдар — Эбби
- Говард Да Сильва — Мартин Гарт
- Борис Карлофф — вождь племени сенека
- Сесил Келлауэй — Джереми
- Уорд Бонд — Джон Фрезер
- Вирджиния Кэмпбелл — миссис Фрезер
- Ллойд Бриджес — лейтенант Хатчинс
- Кэтрин Демиилль — Ханна
- Генри Вилкоксон — капитан Стил
- Обри Смит — судья
- Виктор Варкони — капитан Симеон Эквайер
- Вирджиния Грей — Диана
- Майк Мазурки — Бон
- Портер Холл — Лич
- Ричард Гейнс — Джордж Вашингтон
- Джейн Най — Эвелин
- Эдди Альберт — зазывала
- Сесиль Блаунт Де Милль — рассказчик
- Фрэнк Уилкокс — Ричард Генри Ли
- Роберт Уорик — Понтиак

В титрах не указаны
- Джон Мильян — обвинитель в трибунале
- Кэролин Граймс — маленькая девочка
- Гарри Кординг — стрелок Мартина Гарта
- Фрэнсис Форд — переселенец на крыше форта Питт
- Этель Уэйлс — селянка

## Номинации
- Премия «Оскар» за лучшие визуальные эффекты (Фарцио Эдуар, Деверё Дженнингс, Гордон Дженнингс, Уоллас Келли, Пол Лерпэ, Джордж Даттон)